# Câu chuyện cảnh sát 3: Siêu cảnh sát
Câu chuyện cảnh sát 3: Siêu cảnh sát (tựa tiếng Anh: Police Story 3: Super Cop; tiếng Trung: 警察故事３超級警察; Yale Quảng Đông: gíng chaat gu sih sāam: Chīu kāp gíng chaat; được biết với cái tên Supercop tại Bắc Mỹ) là một bộ phim hành động hài của Hồng Kông năm 1992, có sự tham gia của Thành Long và Dương Tử Quỳnh. Trong phần này Thành Long tiếp tục đảm nhận vai "Kevin" Trần Gia Câu từ hai phần trước là Câu chuyện cảnh sát (1985) và Câu chuyện cảnh sát 2 (1988). Đây là phần đầu tiên trong loạt phim Câu chuyện cảnh sát không phải do Thành Long đạo diễn, thay vào đó vị trí này thuộc về Đường Quý Lễ. Đây cũng là lần cuối cùng trong loạt phim Trương Mạn Ngọc vào vai bạn gái của Trần Gia Câu là A Mỹ.

## Nội dung
Cảnh sát Trần Gia Câu tạm biệt bạn gái A Mỹ, đến Quảng Đông phối hợp với lực lượng Interpol, dẫn đầu là nữ cảnh sát Dương Chỉ Huê. Nhiệm vụ của Gia Câu là thâm nhập vào băng đảng của ông trùm ma túy Khun Chaibat. Trước tiên, Gia Câu giả làm tên lưu manh Phú Sinh, giải thoát cho đàn em đắc lực của Chaibat là Báo khỏi nhà tù. Với sự ngầm giúp đỡ của lính canh và Huê, Gia Câu giúp Báo vượt ngục thành công. Báo tỏ ra biết ơn và rủ Gia Câu đi theo mình.
Sau khi hội ngộ mấy tên đàn em, Báo đưa họ đi Hồng Kông. Đi ngang qua quê của Phú Sinh, Báo cố ý bảo Gia Câu về thăm nhà. May mắn thay, phía cảnh sát đã có sự chuẩn bị. Gia Câu ngơ ngác vì có những người họ hàng, làng xóm ra hỏi han. Chú Bill cũng giả làm mẹ Gia Câu, còn Huê giả làm em gái anh. "Bà mẹ" bắt Huê đi theo Báo, Báo miễn cưỡng dẫn Huê theo. Tối hôm đó, cảnh sát địa phương giả vờ đến bắt Gia Câu. Huê trổ tài võ nghệ cứu mọi người, diễn màn kịch bắn chết cảnh sát. Báo từ đó tin tưởng giới thiệu Gia Câu và Huê làm việc cho Chaibat.
Chaibat dẫn đàn em gồm cả Gia Câu và Huê đến một cuộc họp giữa các băng đảng tại Tam giác Vàng, Thái Lan. Chaibat gặp rắc rối vì vợ hắn, người duy nhất biết số tài khoản ngân hàng tại Thụy Sĩ, đã bị bắt ở Malaysia. Chaibat không xuất được tiền mua hàng nên các ông trùm khác muốn chia nhau mua phần của Chaibat. Chaibat tuyên bố áo giáp Huê đang mặc chứa đầy thuốc nổ, dùng nó để đe dọa các ông trùm khác. Một trận đấu súng ác liệt diễn ra, Gia Câu và Huê cũng buộc phải tham gia. Cuối cùng, phe Chaibat thắng lợi và giành được độc quyền mua hàng. Gia Câu giận dữ với Chaibat vì hắn bắt Huê mặc áo chứa thuốc nổ nhưng hóa ra đó là áo chống đạn thật.
Chaibat lại dẫn Gia Câu và Huê sang Malaysia cứu vợ mình. Tại khách sạn, Gia Câu bất ngờ gặp Mỹ đang đi du lịch. Sợ lộ tẩy, Gia Câu tìm cách tránh né Mỹ, nhưng Mỹ vẫn nhận ra và hiểu nhầm ghen tuông. Huê đẩy Mỹ xuống bể bơi, nói với Báo rằng Mỹ là gái mại dâm mồi chài anh trai cô. Gia Câu sau đó gặp được Mỹ, giải thích với cô rằng anh đang làm nhiệm vụ. Đúng lúc Báo xuất hiện, Mỹ cũng đóng kịch với Gia Câu để anh không bị lộ. Nhưng sau đó, cô hồ hởi khoe với bạn mình trong thang máy, Peter, một trong những đàn em của Chaibat, đã nghe được. Chaibat bắt cóc Mỹ để ép Gia Câu và Huê tiếp tục thực hiện kế hoạch.
Ngày vợ Chaibat bị đưa ra tòa, Gia Câu lái xe tải chứa hóa chất gây ra một vụ tai nạn giao thông, giải cứu được vợ Chaibat. Chaibat xuất hiện cùng với Mỹ trên máy bay trực thăng. Gia Câu dùng vợ hắn ép hắn thả Mỹ. Chaibat đẩy Mỹ xuống khiến cô bị thương. Trong lúc Gia Câu mải lo cho Mỹ, vợ Chaibat đánh ngã Huê rồi chạy thoát trên xe của Báo. Gia Câu và Huê đuổi theo. Báo, Peter và vợ Chaibat chạy lên sân thượng một tòa nhà để đưa vợ Chaibat lên trực thăng. Gia Câu và Huê lên đến nơi mới phát hiện Gia Câu làm mất súng. Huê cướp được súng của Báo nhưng súng đã hết đạn. Hai bên đánh nhau, Gia Câu ném Peter xuống cầu thang và đá Báo xuống mái nhà. Vợ Chaibat đã lên được trực thăng, Gia Câu cũng kịp bám vào thang dây.
Sau đó, chiếc trực thăng bị mắc vào một đoàn tàu đang chạy. Huê cũng lái xe môtô đuổi tới. Gia Câu và Huê đánh nhau với Chaibat cùng hai tên thuộc hạ trên nóc đoàn tàu. Gia Câu lần lượt hạ hai tên thuộc hạ, Huê cũng khống chế được Chaibat. Vợ Chaibat tấn công Huê để cứu chồng, bị Huê đá suýt rơi xuống đường ray. Gia Câu và Huê muốn cứu ả, nhưng Chaibat tàn nhẫn muốn đẩy cả ba xuống. Chiếc trực thăng bị va đập nổ tung khiến Chaibat thiệt mạng. Ba người Gia Câu may mắn thoát chết. Để cảm ơn, vợ Chaibat đã tiết lộ số tài khoản ngân hàng. Gia Câu và Huê bắt đầu tranh cãi xem số tiền thuộc về chính phủ Hồng Kông hay Trung Quốc.

## Diễn viên
- Thành Long vai "Kevin" Trần Gia Câu / Phú Sinh (Đóng thế bởi Đường Quý Lễ)
- Dương Tử Quỳnh vai Thanh tra Interpol Dương Chỉ Huê
- Trương Mạn Ngọc vai A Mỹ
- Nguyên Hoa vai Báo
- Tăng Giang vai Khun Chaibat
- Cố Mỹ Hoa vai Vợ Chaibat
- Đổng Phiêu vai Chú Bill
- Vương Tiêu vai Peter / Pierre
- La Liệt vai Tướng Thái
- Trần Hân Kiện vai Ủy viên cảnh sát Y.K. Trần
- Hỏa Tinh vai Hsiung
- Burt Kwouk vai Tướng Thái (lồng tiếng bản tiếng Anh)
- Lư Huệ Quang vai Thuộc hạ của Chaibat